# Sorel Éperviers
Sorel Éperviers byl kanadský juniorský klub ledního hokeje, který sídlil v Sorel-Tracy v provincii Québec. V letech 1969–1981 působil v juniorské soutěži Quebec Major Junior Hockey League. Zanikl v roce 1981 přestěhováním do Granby, kde byl vytvořen tým Granby Bisons. Své domácí zápasy odehrával v hale Colisée Cardin s kapacitou 3 037 diváků.
Nejznámější hráči, kteří prošli týmem, byli např.: Michel Bergeron, Serge Bernier, Ray Bourque, Lucien DeBlois, Steve Kasper, Pierre Larouche nebo Pierre Mondou.

## Historické názvy
Zdroj: 
- 1969 – Sorel Éperviers
- 1977 – Verdun Éperviers
- 1979 – Verdun/Sorel Éperviers
- 1980 – Sorel Éperviers

## Přehled ligové účasti
Zdroj: 
- 1969–1970: Quebec Major Junior Hockey League (Východní divize)
- 1970–1973: Quebec Major Junior Hockey League
- 1973–1976: Quebec Major Junior Hockey League (Východní divize)
- 1976–1977: Quebec Major Junior Hockey League (Diliova divize)
- 1977–1981: Quebec Major Junior Hockey League (Lebelova divize)